# Bairatisal
Bairatisal là một thị trấn thống kê (census town) của quận Darjiling thuộc bang Tây Bengal, Ấn Độ.

## Nhân khẩu
Theo điều tra dân số năm 2001 của Ấn Độ, Bairatisal có dân số 5400 người. Phái nam chiếm 54% tổng số dân và phái nữ chiếm 46%. Bairatisal có tỷ lệ 82% biết đọc biết viết, cao hơn tỷ lệ trung bình toàn quốc là 59,5%: tỷ lệ cho phái nam là 87%, và tỷ lệ cho phái nữ là 76%. Tại Bairatisal, 8% dân số nhỏ hơn 6 tuổi.